# زلاتا کورونا
زلاتا کورونا (به لاتین: Zlatá Koruna) یک منطقهٔ مسکونی در جمهوری چک است که در شهرستان چسکی کروملوف واقع شده‌است. زلاتا کورونا ۸٫۸۱ کیلومتر مربع مساحت و ۷۲۹ نفر جمعیت دارد و ۴۷۳ متر بالاتر از سطح دریا واقع شده‌است.